# Zania Stamataki
Zania Stamataki (Grecia) es profesora e investigadora principal de inmunología viral en la Universidad de Birmingham.

## Trayectoria
Stamataki es científica, especialista en inmunología viral, que aplica metodologías de inmunología y biología celular para comprender las enfermedades hepáticas derivadas de lesiones víricas, autoinmunes o metabólicas. Su investigación se centra en la transmisión de virus, los anticuerpos neutralizantes y la inmunoterapia contra los virus de la hepatitis.
Se doctoró en inmunología en el Imperial College London (con la profesora Mary Ritter) en colaboración con el Instituto de Salud Animal de Compton (con Bryan Charleston). En su tesis doctoral, clasificó las células dendríticas foliculares humanas, bovinas y ovinas, un tipo de célula estromal que trabaja en las funciones efectoras de las células B, la retención viral y la enfermedad de los priones. Posteriormente, pasó a estudiar el papel de las moléculas de señalización en el desarrollo de las células B con Martin Turner en el Instituto Babraham de Cambridge.
Llegó a la Universidad de Birmingham en 2005 para estudiar la transmisión del virus y la inmunidad humoral a la infección en el grupo de investigación sobre la hepatitis C de la profesora Jane McKeating. A continuación, Stamataki se trasladó a la Unidad de Investigación Biomédica de Enfermedades Hepáticas del Centro de Investigación Hepática y Gastrointestinal con el profesor David Adams, para trabajar en las interacciones linfocito-hepatocito y en la inmunología hepática.
Stamataki comenzó su carrera como investigadora como Dorothy Hodgkin Fellow de la Royal Society en 2011. Durante este periodo, se centró en el estudio de las interacciones entre linfocitos y hepatocitos utilizando tecnologías de imagen, descubriendo un nuevo proceso biológico que denominaron "enclysis", el encierro y la lisis de células T reguladoras vivas por parte de los hepatocitos. El equipo de Stamataki utiliza tejidos hepáticos humanos auténticos para desarrollar nuevas terapias que restauren la regulación inmunitaria en la inflamación y el cáncer de hígado.
También ha estado involucrada en la investigación de determinadas cepas del COVID-19.
Es colaboradora de la publicación The Conversation, y ha publicado artículos de divulgación también en medios como eldiario.es y el periódico The Guardian.